# Mary Eleanor Gawthorpe
Mary Eleanor Gawthorpe (12 de enero de 1881 - 12 de marzo de 1973) fue una sufragista, socialista, sindicalista y editora inglesa.  Rebecca West la describió como "una alegre santa militante".

## Trayectoria

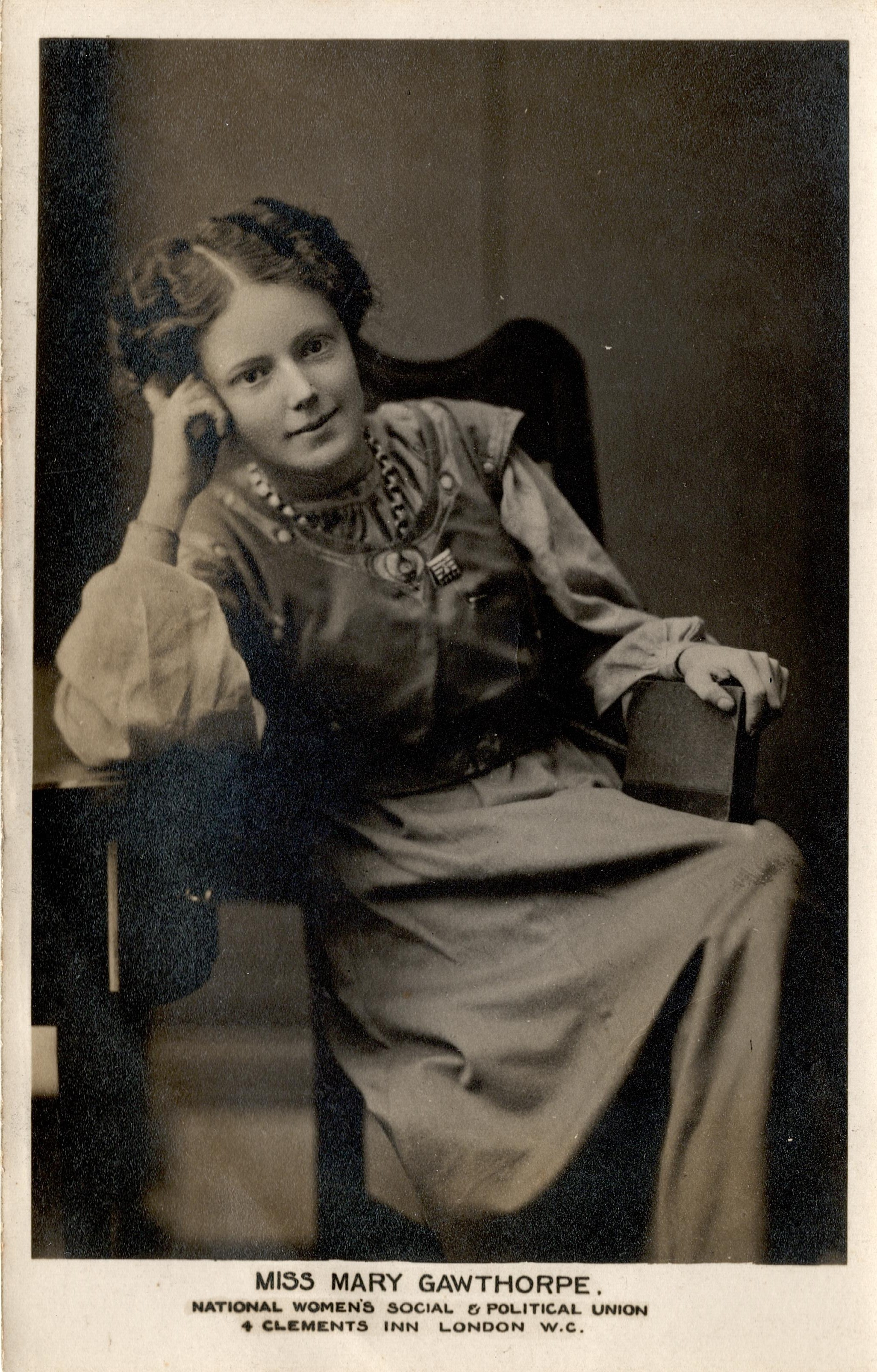
Señorita Mary Gawthorpe (hacia 1908)

Gawthorpe nació en Woodhouse, Leeds, hija de John Gawthorpe, un peletero, y Annie Eliza (Mountain) Gawthorpe. Su madre, Annie, desde muy pequeña trabajaba en un molino hasta que su hermana mayor le ofreció un puesto como asistente. Mary Gawthorpe tenía cuatro hermanos; un bebé y una hermana mayor murieron con un año de diferencia debido a una neumonía cuando Mary tenía siete años, y los otros dos, Annie Gatenby y James Arthur, sobrevivieron hasta la edad adulta.
Después de graduarse como maestra en su Leeds natal, enseñando en la Escuela Hough Lane en Bramley, Gawthorpe se hizo socialista y participó activamente en la rama local del Sindicato Nacional de Maestros. Se unió al Partido Laborista Independiente y en 1906 se convirtió en secretaria de la recién formada Liga Laboral de Mujeres. Se involucró en el movimiento por el sufragio femenino y, en 1905, se unió a la Unión Social y Política de Mujeres. En 1906, dejó la enseñanza para convertirse en organizadora remunerada a tiempo completo de la WSPU en Leeds. Sylvia Pankhurst llegó a Leicester en 1907 y se unió a Alice Hawkins, quien hizo las presentaciones. A ellas se unió Gawthorpe y establecieron un establecimiento de la WSPU en Leicester.
Gawthorpe era miembro activa del Leeds Arts Club, tras conocer el club a través de su novio periodista. Tenía una estrecha amistad con Alfred Orage, que también era maestro de escuela primaria en Leeds. En su autobiografía, Gawthorpe describe el tranquilo espacio de lectura y las reuniones grupales del club, que compartía locales con la Sociedad Fabiana y la Sociedad Teosófica. Los miembros se cruzaban a menudo, y Gawthorpe describe cómo encontró en el club los escritos de Annie Besant, así como las ideas teosóficas sobre la verdad y la igualdad. El Club animaba a las mujeres a participar en debates, descritos por Gawthorpe como traer "una nueva realidad artística a la conciencia".
Más tarde se unió a Christabel Pankhurst en Gales, donde aprovechó su experiencia con la clase trabajadora y su participación en el movimiento laboral. En la reunión en Gales, organizada por Samuel Evans, que se presentaba a la reelección al Parlamento, Gawthorpe, en perfecto galés, inquietó a Evans haciéndole preguntas en su propio idioma en sus propias reuniones. El presidente de la reunión comenzó el Himno Nacional de Gales, pero Gawthorpe aprovechó esto al dirigir el canto con su rica voz que "ganó aún más los corazones de la gente".
En 1907, Gawthorpe participó en la campaña electoral parcial de Rutland. Organizó una reunión al aire libre en Uppingham y, mientras estaba de pie en un carro acompañada por varias mujeres, una multitud de "jóvenes ruidosos comenzó a lanzar 'ojos de buey' de menta y otros caramelos duros". Sin dejarse intimidar por los niños alborotadores, debido en parte a su tiempo como maestra de escuela, ella replicó: "Dulces a lo dulce", con una sonrisa en su rostro y continuó su discurso hasta que un huevo arrojado por la multitud la golpeó en la cabeza, y la dejó inconsciente. Se la llevaron de allí, pero regresó al día siguiente, como una "verdadera sufragista", impertérrita. Sylvia Pankhurst escribió que "el incidente y su espíritu valiente la convirtieron en la heroína de las elecciones".
Gawthorpe también hizo campaña con Jessie Stephenson y Nellie Martel en las elecciones parciales de Jarrow de 1907. Ella habló a diferentes audiencias, como un grupo de más de 200 granjeros, el 17 de abril de 1908, en Exchange Street de Aberdeen y en otros eventos en esa área; también fue interrumpida en una reunión de templanza en Stonehaven, por sufragistas que apoyaban a las camareras, pero ella declaró que ella también era una reformadora de la templanza.

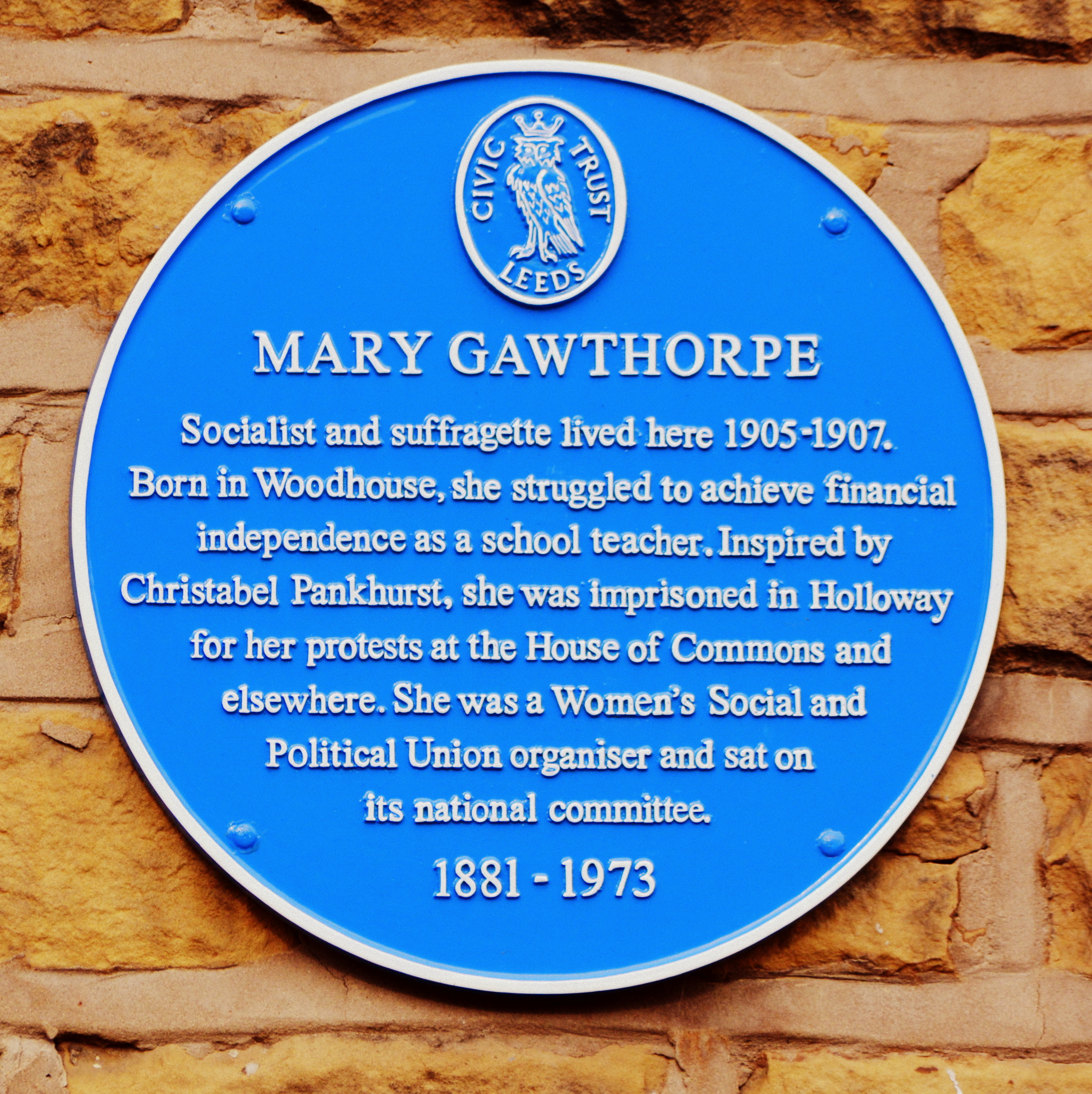
Una placa azul a Gawthorpe en Bramley, Leeds

Gawthorpe habló en eventos nacionales, incluido un mitin en Hyde Park en 1908 al que asistieron más de 200.000 personas. Además de ser encarcelada en varias ocasiones por sus actividades políticas, Gawthorpe también fue duramente golpeada y sufrió graves heridas internas después de abuchear a Winston Churchill en 1909.
En octubre de 1906, fue arrestada tras una manifestación en la Cámara de los Comunes porque se negó a ser obligada a mantener la paz y fue sentenciada a dos meses de prisión. Después de ser liberada de prisión, Gawthorpe fue arrestada por otra manifestación en la Cámara de los Comunes en febrero de 1907 y fue "gravemente golpeada y no pudo comparecer ante el tribunal". El caso fue desestimado al mes siguiente.
Varios meses después, en noviembre de 1907, fue arrestada, esta vez con Dora Marsden y Rona Robinson en la Universidad de Manchester, por preguntarle a Lord Morley sobre las mujeres encarceladas en Birmingham. Las tres mujeres fueron expulsadas de la reunión con Lord Morley y fueron arrestadas violentamente por la policía.
En las elecciones de enero de 1910 en Southport, Gawthorpe, junto con sus compañeras sufragistas Dora Marsden y Mabel Capper, fueron objeto de un asalto mientras se manifestaban en las cabinas de votación. En febrero, las tres sufragistas presentaron cargos contra tres hombres por agresión. Los cargos fueron desestimados por los magistrados. Fuera del juzgado, la policía intervino en las hostilidades que surgieron entre los partidarios de los procesados y las de las tres recurrentes.
En febrero de 1912, Gawthorpe rompió una ventana del Ministerio del Interior en protesta por el encarcelamiento y el trato brutal del sufragista William Ball. Ella exigió ser encarcelada, sin embargo, el magistrado lo  descartó por motivos médicos.
Con Dora Marsden, Gawthorpe fue codirectora del periódico radical The Freewoman: A Weekly Feminist Review, que trataba temas como el trabajo asalariado de las mujeres, el trabajo doméstico, la maternidad, el movimiento sufragista y la literatura. Su notoriedad e influencia se basaban en sus debates francos sobre la sexualidad, la moralidad y el matrimonio, e instó a la tolerancia hacia la homosexualidad masculina. Debido a problemas de salud y desacuerdos con Marsden, Gawthorpe renunció a sus funciones como codirectora; su publicación final data del 7 de marzo de 1912.
Gawthorpe emigró a la ciudad de Nueva York en 1916. Participó activamente en el movimiento sufragista estadounidense y más tarde en el movimiento sindical, convirtiéndose en consejera del sindicato Amalgamated Clothing Workers of America. Relató sus primeros esfuerzos en su autobiografía, Up Hill to Holloway (1962).

## Reconocimiento póstumo
Su nombre y foto (y los de otras 58 partidarias del sufragio femenino) están en el pedestal de la estatua de Millicent Fawcett en Parliament Square, Londres, inaugurada en 2018.